# Njemačka revolucija
Njemačka revolucija naziv je koji se odnosi na događaje u Njemačkoj pred kraj i nakon završetka Prvog svjetskog rata. Njemački komunisti su u siječnju 1919. pokušali izvršiti socijalističku revoluciju. Digli su ustanak u Berlinu i krenuli su u borbu za vlast kao i boljševici u Rusiji. Međutim, nisu imali uspjeh. Revolucija nije uspjela, no oružani sukob između njemačkih komunista i socijaldemokrata doveo je do takve situacije da idućih godina više neće biti moguća nikakva suradnja između tih strana. Njemačko Carstvo je propalo a njegovo mjesto je zauzela Weimarska Republika.

## SPD i Prvi svjetski rat
U prvom desetljeću nakon 1900. SPD je bila vodeća stranka u njemačkom radničkom pokretu. S ukupno 35% glasova i 110 zastupničkih mjesta ulazi u sastav Reichstaga 1912. godine te postaje najjača politička opcija u tadašnjoj državi. Stranka je imala oko milijun članova, a stranačko glasilo Vorwarts imalo je oko milijun i pol pretplatnika. Tadašnji sindikati imali su preko 2,5 milijuna pristaša od kojih je većina podržavala politiku SPD-a. Druge značajne stranke u sastavu tadašnjeg parlamenta bile su: Njemačka konzervativna stranka (1876. – 1918.) koja je imala 95 zastupničkih mjesta, Nacionalna liberalna stranka (45 zastupnika), Progresivna stranka (40 zastupnika) i dr.
Nakon sarajevskog atentata, SPD organizira anti-ratne prosvjede koji su trajali tijekom srpanjske krize, a skupa s ostalim socijalističkim strankama diljem Europe zalagali su se za mirno rješenje svih kriza tog vremena. Nakon što je Rosa Luxemburg pozvala na nemire i društveno odbijanje svake pomisli na rat u ime cijele socijalističke stranke, tadašnja vlada planirala je uhititi i procesuirati stranačke vođe (i to odmah nakon početka rata). Tijekom 1913. godine jedan od vođa stranke, Otto Braun, putovao je u Švicarsku kako bi spasio stranački novac od konfiskacije.
Nakon što je 1. kolovoza 1914. godine Njemačka objavila rat Ruskom Carstvu, većina tiskovina direktno i indirektno povezanih sa SPD-om imalo je pozitivan stav oko rata zbog toga što je tadašnje Rusko Carstvo bilo izrazito anti-socijalistički nastrojeno. Jedan od razloga podržavanja sukoba bilo je generalno oduševljenje njemačkog naroda idejom rata, stoga su glavni čelnici SPD-a bili zabrinuti što je stranka konstantno prožeta pacifističkim stavovima i idejama, odnosno zaključili su da ih pacifistička politika može dovesti do gubitka glasača i zastupničkih mjesta. Kancelar Theobald von Bethmann-Hollweg iskoristio je SPD-ove anti-ruske stavove kako bi od stranke zadobio povjerenje i pristanak na rat.
Vodstvo stranke i stranački izaslanici bili su podijeljeni oko potpore ratu, pogotovo zbog financijske strane. 96 visokih dužnosnika stranke, uključujući Friedricha Eberta bili su za izdavanje ratnih obveznica koje bi služile za direktno financiranje ratne opreme i operacija, a njih 14, na čelu s drugim čelnikom stranke Hugom Haaseom bili su protiv izdavanja istih. Kada je došlo do službenog glasovanja svi su digli ruku za odobrenje, uključujući 14 izaslanika koji su bili protiv, ali su podlegli pritisku stranke. Stranačku odluku potpore ratu potpomogla je i odluka Unije sindikalista koja je dva dana ranije odlučila kako će se tijekom rata svi radnici suzdržati od prosvjeda i zahtjeva za podizanjem plaće. Ovim koracima omogućena je potpuna mobilizacija stanovništva i potpuni proračunski fokus na financiranje naoružanja i vojnika. Hugo Haase je u to vrijeme izrekao poznatu rečenicu: Nećemo napustiti Domovinu u opasnosti, a na nju je tadašnji njemački car odgovorio: Više ne vidim stranke, vidim samo Nijemce (njem. "Ich kenne keine Parteien mehr, ich kenne nur noch Deutsche!").
Karl Liebknecht, njemački socijalist i suosnivač Spartakističke lige i Komunističke partije Njemačke, koji je inače bio veliki protivnik rata, suzdržao se od glasanja i nije se izjasnio povodom odluke o financiranju rata. Nakon nekoliko dana pridružio se organizaciji Gruppe Internationale koju je osnovala Rosa Luxemburg te su se pridžavali predratnih načela SPD-a. Kasnije je organizacija prerasla u Spartaktističku ligu koja se žustro protivila ratnoj politici.
Liebknechtovo otvoreno protivljenje izdavanju ratnih obveznica i općenito protivljenje politici SPD-a dovelo je do toga da ga je čelništvo stranke namjerno i ciljano regrutiralo u vojne postrojbe koje su se trebale boriti u ratu. On je bio jedini visoki član stranke kojeg je snašla takva sudbina, a zbog njegovih pokušaja da organizira proteste protiv rata izbačen je iz SPD-a te je 16. lipnja 1916. godine osuđen je na četiri godine zatvora (u kojem je ostao do kraja rata).

### Stranačke podjele
Kako je rat odmicao, tako su vojne žrtve sve više rasle. Rast žrtava i mješoviti rezultati na bojišnici doveli su do toga da je određeni broj članova SPD-a počeo sumnjati u samo čelništvo stranke. Članovi stranke bili su zabrinuti zbog nehumanih radnih uvjeta koji su vladali po njemačkim tvornicama. Zbog velike potrebe za oružjem i ostalim ratnim proizvodima često se znalo događati da su radnici u tvornicama radili i po 12 sati na dan bez pauze, za minimalnu plaću i bez adekvatne prehrane. Svi muškarci koji nisu bili u oružanim postrojbama morali su raditi, bez iznimke.
Nakon početka revolucije u Rusiji u Njemačkoj su započeli prvi organizirani štrajkovi od početka rata. U prvom valu štrajkova sudjelovalo je oko 300 000 radnika, a isti je organiziran od strane lidera njemačkih sindikata (Revolutionäre Obleute). Unutarstranačka opozicija sve je brže rasla, a vrhunac dostiže nakon što su se Sjedinjene Američke Države uključile u rat. Čelništvo SPD-a iz stranke je izbacivalo sve one koji su se protivili ratu što je posljedično dovelo do formiranja nove stranke, Njemačke nezavisne socijaldemokratkse stranke.

## Utjecaj ruske revolucije
Tadašnja ruska privremena vlada predvođena s Aleksandrom Kerenskim vodila je rat na strani sila Antante. Rusko društvo svakodnevno se suočavalo sa zahtjevima opozicije o opozivu ruske vojske iz rata. Rusko društvo bilo je uvelike podijeljeno oko toga treba li Rusija nastaviti borbu u ratu. Njemačka imperijalna vlada je u ruskoj razjedinjenosti vidjela priliku za okončavanje rata u vlastitu korist, tj. podržavanjem i poticanjem ruskih boljševika izazvao bi se snažniji otpor protiv tadašnje ruske vlasti.
Nakon ruske revolucije predvođene Lenjinom mnogi ruski i njemački građani očekivali su uzvraćanje usluge Njemačkoj i potpore u izgradnji komunističkog društva, upravo zbog toga što je njemačka vlast ranije pomogla boljševicima. Težnje europskih komunista prema komunističkoj Njemačkoj bile su velike, a jedan od razloga bio je taj što je Njemačka bila rodno mjesto tzv. "očeva komunizma", Karla Marxa i Friedricha Engelsa. Najveće pristaše komunizma u to su vrijeme smatrali kako će jedna komunistička revolucija uspjeti samo ako se u isto vrijeme odvija njih više, u različitim državama svijeta. Marxov komunizam imao je snažnu potporu među njemačkim narodom (radnicima), a Vladimir Lenjin je u to vrijeme imao planove na svjetskoj razini, odnosno imao je planove za revoluciju svjetskih razmjera koja bi za cilj imala uklanjanje kapitalizma.
SPD-ovo umjereno vodstvo tih se dana složilo kako bi odlučna i dobro vođena grupa Boljševika mogla doći na vlast u Njemačkoj, ali bi im za to trebala snažna potpora ruske strane. Otto Braun, jedan od čelnih ljudi SPD-a i kasniji premijer Prusije u jednom je razgovoru izjavio: "Socijalizam se ne može podignuti na bajonetama i puškama. Ako želimo da on traje, on mora biti realiziran demokratskim putem. Dakako, nužan je preduvjet za to da su gospodarski i socijalni uvjeti zreli.  Da je ovakva situacija bila u Rusiji, Dakako, nužan je preduvjet da su gospodarski i socijalni uvjeti za druženje društva zreli. Da je ovakva situacija bila u Rusiji, Boljševici bi se mogli osloniti na većinsku potporu naroda. Ali pošto to nije bilo tako, oni su uspostavili režim pod mačem koji ne može biti brutalniji i bezobzirniji, te upravo zbog toga između nas i Boljševika mora postojati jasna granična linija".
U istom mjesecu u kojem je potonja izjava Otta Brauna izašla u obliku članka u tiskovinama, Njemačka se suočava s nizom velikih radničkih prosvjeda u kojima je sudjelovalo oko milijun ljudi. U štrajku su glavnu riječ imali lideri njemačkih sindikata koji su se ponašali prema uzoru na ruske socijaliste. Kako bi umanjio snagu prosvjeda, Friedrich Ebert pridružio se vodstvu berlinskih štrajkova.
3. ožujka 1918. godine potpisuje se brestlitovski mir, tj. sporazum u gradu Brest-Litovsk (današnji Brest u Bjelorusiji) kojeg je sklopila boljševička vlada Rusije s predstavnicima Središnjih sila. Njime je Rusija formalno izašla iz prvog svjetskog rata, ali se morala odreći Poljske, Litve, Finske, Latvije, Estonije, Ukrajine - koje su postale formalno nezavisne države - i dijelova Gruzije koje je pripojilo Tursko Carstvo. Rusko napuštanje rata značilo je napuštanje jednog ratnog fronta i veći fokus na zapadno bojište rata. Mnogi nijemci su u to vrijeme smatrali kako je pobjeda gotovo sigurna.

## Odnos ljevice i desnice prema ishodu rata
Unatoč ruskoj predaji u počecima 1918. godine, za nijemce je ratna situacija bila izrazito neizvjesna zbog toga što se godinu dana ranije SAD uključio u rat i tako doveo zapadne sile u relativno nadmoćniji položaj na ratištu. U jeku američkog ulaska u rat SPD se unutar parlamenta udružio s centrističkom i progrsivnom strankom te u ljeto 1917. godine predložio postizanje mira bez bilo kakve aneksacije tuđih teritorija i pobjede. Politička desnica imala je potpunu drugačiju viziju samog rata i njegovog okončanja. Vrhovno vojno zapovjedništvo smatralo je kako ishod rata treba biti isključiva Njemačka pobjeda koja uključuje aneksacije određenih teritorija, te je prijedlog stranka za bilo kakvim mirom odbijen.
Vrhovno zapovjedništvo također je odbilo prijedlog tadašnjeg predsjednika SAD-a Thomasa Woodrowa Wilsona da se rat okonča mirno te da se granice odrede tako što će se narod izjasniti o tome (pravo naroda na samoodređenje). Naime, vjerovali su u vlastitu vojnu nadmoć upravo zbog ruskog izlaska iz rata.

## Pokušaj uspostave mira i ustavne promjene
21. ožujka 1918. godine vrhovno zapovjedništvo pokrenulo je tzv. proljetnu ofenzivu, tj. niz njemačkih napada na uporišta Antnante na Zapadnom bojištu. Zbog ruskog izlaska iz rata te dobre vojne strategije, proljetna ofenziva predstavlja najveće napredovanje njemačke vojske na Zapadnom bojištu još od početka rata 1914. godine.
Tijekom srpnja 1918. godine Njemačka iskorištava zadnje vojne rezerve te u to vrijeme postaje sasvim sigurno kako se kraj rata bliži, odnosno kako je poraz neizbježan. Tijekm ofenzive koja je trajala punih 100 dana savezničke snage osvajaju velik dio teritorija i tako nanose velike ratne gubitke tadašnjoj njemačkoj vojsci.
Sredinom rujna iste godine urušava se i balkanski front. Njemački saveznici, Kraljevina Bugarska i Austro-Ugarska, kapituliraju, a politička kriza unutar istih država dobiva sve veće razmjere. 29. rujna vrhovno vojno zapovjedništvo izvještava Vilhema II. kako vojska neće izdržati sljedeća 24 sata borbe te kako je situacija beznadna (zapovjedništvo smatra kako je vrijeme za hitnu uspostavu primirja te savjetuje Vilhemu da prihvati prijedlog Woodrowa Wilsona oko uvjeta primirja kako bi se spasio ugled njemačke vojske).
5. listopada njemačka javnost biva detaljno upoznata sa stanjem na bojištu i nepovoljnoj situaciji u kojoj se nalazi država. Ustavne promjene koje su dovele do uspostave parlamentarne monarhije gotovo su prošle neopaženo. Ebert i socijalisti bili su u potpunosti zadovoljni novim ustavom jer je on omogućio da kancelar ovisi direktno o volji većine parlamentarnih zastupnika. Desničarske struje priklonjene uređenju koje je vladalo prije parlamentarne monarhije (ustavna monarhija) pokušale su okriviti novoizabranu demokratsku vlast i parlamentarni režim za poraz u ratu.

## Revolucija

### Pobuna mornara
U završnim trenucima rata kada je bilo jasno da je njemački poraz neizbježan, ratna mornarica dobila je naređenja da se pripremi za posljednju bitku protiv britanske mornarice. Kada su 24. listopada 1918. godine izdane naredbe kako bi se namjerno isprovocirao morski oružani sukob, određeni broj mornara izrazio je nezadovoljstvo i odbio poslušnost. Pobunjeni mornari nisu željeli riskirati vlastite živote u posljednjoj bitci rata jer je ishod rata već bio poznat te su imali povjerenja u novoizabranu demokratsku vladu.
Pobuna je započela u gradu Wilhelmshaven gdje je njemačka mornarica bila usidrena te čekala daljnje naredbe. Tijekom noći s 29-tog na 30-ti listopada 1918. godine mornari su odbili poslušnost i odbili su dignuti sidro kako bi krenuli u bitku. Na nekim brodovima taktičke grupe izvedene su ciljane sabotaže kako bi se opstruirale daljnje operacije na moru. Taktička grupa ratne mornarice dobila je naredbu da se vrati natrag u Kiel.
Tijekom plova kroz kielski kanal, admiral Kraft zatvorio je 47 mornara za koje je smatrao kako su imali glavnu riječ u pobuni i navođenju ostalih da odbiju poslušnost. Mornari su odvedeni u vojne zatvore na kopnu. Ostali mornari i ložači s ratnih brodova poduzimali su daljnje korake kako bi spriječili novo isplovljavanje i mogući novi sukob te kako bi izbavili svoje kolege iz vojnog zatvora. U potrazi za jačim vezama sa SPD-om, mornari su 2. listopada organizirali veliki sastanak na otvorenom. Bili su predvođeni mornarom Karlom Arteltom koji je radio u radionici za proizvodnju i servis torpeda te lučkim radnikom Lotharom Poppom. Obojica su bili članovi USPD-a, a veliki sastanci nastavili su se i u narednim danima.
3. listopada mornari i ostali radnici podigli su slogan mir i kruh ("Frieden und Brot") koji je iskazivao zahtjeve mornara, ali i drugih radnika kako žele mir, puštanje zatvorenika iz vojnog zatvora te bolje uvjete koji će im omogućiti dobivanje veće količine hrane. U nadi kako će suzbiti prosvjede i ugušiti pobunu, jedan od poručnika njemačke mornarice naredio je svojim podčinjenim ljudima da ispale hice upozorenja u zrak. Kada ni to nije pomoglo naredio je da pucaju direktno u masu ljudi, a pucajući su ubili 7 ljudi te ranili njih 29. Neki prosvjednici uzvratili su vatru te se nakon toga masa razišla. Ovo je bio čisti znak da se mala pobuna polako pretvara u generalni štrajk i revolt.
4. listopada grupe pobunjenih mornara krenule su prema centru Kiela. Mornari iz velikih vojarni sjeverno od grada također su odbili poslušnost te su uslijedile spontane demonstracije neovisne o organizaciji glavnih demonstracija koje će se preseliti na ulice Kiela. Zarobljeni vojnici oslobođeni su, a zajedničkim snagama vojnika i pučanstva javne i vojne institucije stavljene su pod njihovu kontrolu. Do večeri istog dana cijeli grad Kiel bio je pod kontrolom od 40 000 pobunjenih vojnika i građana.
Iste večeri u Kiel je došao jedan od izaslanika stranke SPD s naredbama da stavi prosvjede pod kontrolu. Dočekan je s velikim oduševljenjem prosvjednika te je ubrzo preuzeo kontroli nad upravljanjem grada. Tijekom narednih tjedana izaslanik SPD-a pokušao je zadržati kontrolu nad gradom, ali u tome nije uspio, tj. revolucija se brzo proširila na sve dijelove države.

### Širenje revolucije na cijelom carstvu
Negdje oko 4. listopada mornaričke delegacije proširile su utjecaj na sve velike gradove unutar Njemačke. Do 7. listopada revolucija je poprimila velike razmjere u velikim obalnim gradovima poput Hannovera, Braunschweiga, Frankfurta i Munichena. U Munichenu su radnici i mornari prisilili posljednjeg njemačkog kralja Ludwiga III. na abdikaciju. Bavarija je bila prva država koja se deklarirala kao Narodna država Bavarija. U narednim danima dinastijski vladari svih drugih njemačkih država abdicirali su.
Vijeće radnika i vojnika gotovo je u cijelosti bilo popunjeno članovima SPD-a i USPD-a. Njihov program je bio obilježen demokracijom, pacifizmom i anti-militarizmom. Politika prosvjednika bila je izrazito pacifistički obojana jer nisu ometali rad civilnih i javnih službi kao što je policija, odnosno nisu uništavali već dobro uhodan rad tvornica i ostalih pogona (nije bilo konfiskacija imovine i sl.). Za nastavak revolucije vijeće je samo zauzelo glavne pozicije u vojnom zapovjedništvu.

### Stanje u Berlinu
Ebert se složio s princom Maksimilijanom kako socijalistička revolucija mora biti preventirana te kako se sadašnja državna vlast mora očuvati pod svaku cijenu. U restrukturiranju države Ebert je htio pobijediti stranke koje su okupljale ljude srednje ekonomske klase koji su već sada bili u uskoj vezi sa SPD-om. Također je htio zadobiti povjerenje i za sobom povući tzv. građansku elitu. Brinuo se da će revolucija poprimiti razmjere one ruske revolucije koja je dovela boljševike na vlast te je smatrao da bi se u tom slučaju sustav sasvim sigurno urušio, a nade za spas države u sadašnjem stanju bio bi ravan nuli.
Ebert je zahtijevao abdikaciju Wilhema II. te je nakon pristanka sila Antante na mirovne pregovore još uvijek vjerovao i planirao kako će putem vojne sile suzbiti uzavrelu revoluciju koja se odvija sad već diljem Njemačke. U svojim je zapisima princ Maksimilijan naznačio da je Erbert 7. studenog izjavio da ako vladar ne abicira, socijalistička revolucija je neizbježna. Ja to ne želim, dapače, mrzim to kao grijeh. ("Wenn der Kaiser nicht abdankt, dann ist die soziale Revolution unvermeidlich. Ich aber will sie nicht, ja, ich hasse sie wie die Sünde").

### 9. i 10. studenog 1918.
Kako bi održao stabilnost i kontrolu nad situacijom, Friedrich Ebert zatražio je da sam postane kancelar, nakon što je vladar abdicirao. Vijesti o abdikaciji javnost je saznala kasno te je bilo kakva burna reakcija izostala jer je sve više i više prosvjednika tražilo potpuno ukidanje monarhije. Karl Liebknecht pušten je iz zatvora i vratio se u Berlin kako bi osnovao Spartakističku ligu. Tijekom ručka u Reichstagu, jedan od vođa SPD-a, Philipp Scheidemann, načuo je kako Liebknecht planira proglasiti socijalističku republiku. Scheidemann nije želio da spartaktisti proglase republiku nego je istupio na balkon Reichstaga te samoinicijativno proglasio republiku. Nakon nekoliko sati berlinske novine objavile su članak kako je Liebknecht također proglasio republiku, učinivši to s balkona gradske palače.
Ebert se našao u dilemi te je u jeku demonstracija i političke nestabilnosti ponudio USPD-u sudjelovanje u formiranju vlade te je bio spreman prihvatiti Liebknechta kao jednog od ministara. Oko 20.00 sati po lokalnom vremenu, grupa od 100 revolucionara vođa sindikata iz najvećih berlinskih tvornica okupirao je Reichstag. Formirali su revolucionarni parlament jer nisu vjerovali SPD-ovom vodstvu te su za 11. studenog planirali državni udar (nezavisno od svih prosvjeda mornara), ali su ostali iznenađeni događanjima u Kielu.
Iste večeri čelnici SPD-a saznali su za sve ove planove. Izbori za revolucionarno vijeće nisu se mogli spriječiti pa je Ebert posao svoje govornike u sve berlinske tvornice kako bi objavio kako je USPD pokazao namjeru za sudjelovanjem u vladi kako bi prikupio što više radničkih glasova. Saznavši da Ebert želi sudjelovati u izborima, grupa čelnika sindikata isplanirala je predlaganje zasebnog komiteta koji bi za svrhu imao koordinaciju aktivnosti skupa s budućim revolucionarnim vijećem. Iste večeri sastavili su popis ljudi iz vlastitih redova koji bi bili izabrani u komitet, međutim na tom popisu nije bio ni jedan član SPD-a.
Rezultati izbora za vijeće bili su podjednaki te je u sastavu bilo po 12 predstavnika SPD-a i USPD-a. Iste večeri obavljen je telefonski razgovor između Eberta i generala Wilhelma Gronera. Uz podršku Eberta general je obećao kako će ponovno uspostaviti hijerarhiju unutar vojske i pripremiti se za daljnje djelovanje.
Krajnji ishod dana bilo je Ebertovo prihvaćanje teških uvjeta primirja koji su mu bili postavljeni od Antante. Tako je dan nakon, 11. studenog, potpisan mirovni sporazum između Saveznika i Njemačke.
Iako je Ebert uspio u naumu da SPD ne dođe do potpune premoći i tako zavlada cijelom državom, nije bio potpuno zadovoljan ishodom izbora za vijeće.  Najviše ga je zabrinjavala činjenica kako sada ne može biti kancelar nego samo vođa revolucionarne vlade, a pošto je sam zauzeo čelno mjesto u revoluciji kako bi je zaustavio, u očima konzervativaca izgledao je kao izdajica. Dvostruka vladavina vijeća i imperijalne vlade ogledala se idućih osam tjedana, a u njoj je imperijalna vlada uvijek imala dozu prednosti nad revolucionarnim vijećem.

### Stinnes-Legienov dogovor
Revolucionari su se međusobno sukobljavali oko budućnosti ekonomije i političkog sustava. SPD i USPD favorizirali su postavljanje teške industrije pod demokratsku kontrolu. Lijeva krila potonjih stranaka i vođe najvećih sindikata željeli su ići i više od toga - željeli su uspostavu direktne demokracije u proizvodnom sektoru te su željeli da izabrani delegati kontroliraju utjecaj politike u proizvodnji.
Kako bi preventirali potonju ideju, šefovi unionista pod vodstvom Carla Legiena sastali su se u Berlinu s predstavnicima velikih tvornica Hugom Stinnesom i von Siemensom. 15. studenog potpisali su dogovor koji je trebao donijeti određene prednosti za sve. Unionisti su obećali kako će tvornice dobiti garantiranu proizvodnju, pa tako i siguran profit, kako će se štrajkovi zaustaviti te kako će napraviti sve kako bi se zaustavila nacionalizacija proizvodnje. Vlasnici tvornica garantirali su kako će osigurati osmosatni radni dan kojeg su radnici zahtijevali dugi niz godina.

### Privremena vlada
Zadnje zasjedanje Reichstaga bilo je 9. studenog, a Vijeće narodnih zamijenika i Izvršno vijeće u potpunosti su zamijenili vladu. Administracija koja je bila prije "nove" vlade ostala je potpuno ista. Imperijalisti su imali samo određene predstavnike SPD-a i USPD-a koji su im bili lojalni te su svoje položaje čvrsto čuvali unutar svih državnih institucija.
Vijeće narodnih predstavnika objavilo je 12. studenog program koji je bio prožet demokratskim i socijalnim elementima. Ukinuo je dosadašnje stanje velike cenzure koja je vladala u cijeloj državi, ukinuo služanske zakone koji su uređivali odnos između sluge i "mastera" te je uveo opće pravo glasa koje je po prvi put uključivalo i žene. Donesena je amnestija za sve političke zatvorenike, regulirana je sloboda udruživanja i sloboda novinarstva. Osmosatni radni da postao je zakonski standard te su donesene određene potpore za nezaposlene, socijalno osiguranje i sl.
Na inicijativu USPD-a, Vijeće narodnih predstavnika sazvalo je Odbor za nacionalizaciju koji je za cilj imao ispitati koje su sve tvornice i industrije sazrijele za nacionalizaciju. Odlučili su da će to biti industrije ugljena i čelika. Vodstvo SPD-a radilo je u potpunosti sa starom administracijom zbog toga što nije imalo povjerenja u Vijeće radnika i vojnika. Od sredine studenog to je izazvalo konstantne sukoba s Izvršnim vijećem, a Ebert je odlučio jedno za svagda okončati miješanje i uplitanje svih vijeća u Njemačku politiku.
U Leipzigu, Hamburgu, Bremenu, Chemnitzu i Gothi Vijeće radnika i vojnika preuzelo je kontrolu nad gradskom administracijom. U Braunschweigu, Düsseldorfu, Ruhru i Zwickau svi civilni službenici odani vladaru uhićeni su, a osnovana je "Crvena garda" čija je svrha bila zaštita cjelokupnog pokreta. Bivša imperijalna administracija i sadašnja ovisile su jedna o drugoj. Bivša administracija imala je potrebno iskustvo i znanje dok je nova administracija imala političku potporu i podršku SPD-a.

## Povezani članak
- Spartakistički ustanak